# 宝鸡中学
34°20′49.7328″N 107°12′58.8888″E / 34.347148000°N 107.216358000°E
宝鸡中学（通常简称为宝中）位于中国陕西省宝鸡市东高新技术产业开发区高新大道29号，是一所陕西省省级重点中学。2010年9月10日成为陕西省普通高中示范性学校。

## 学校历史
宝鸡中学创建于1940年。六十多年来，曾经三次搬迁，五次更名。

### 校名及校址
学校最初创立时的校名是“大华初级中学”，而后改名为“宝鸡县立中学”。在此之后还曾经使用过“宝鸡中学”，“宝鸡市第一中学”等校名。其现行校名为“宝鸡中学”。
学校最初创立时的校址在原宝鸡县（今宝鸡市陈仓区），后迁至宝鸡市金台区宝中路1号，所在街道因校得名。在此期间，宝鸡中学逐步发展至县立中学，到市省两级重点中学。
20世纪五十年代前期，宝鸡中学作为关中四大重点中学，合并了陇县、彬县、虢镇三校。
2001年，宝鸡中学开始筹备吸纳社会资金搬迁新建和进行国有民办改制。2003年9月，由诚誉公司出资，宝鸡中学完成国有民办改制，并从宝中路1号迁至宝鸡市东开发区高新大道29号。。
| 时间      | 校址                                   | 校名               | 性质     | 主办单位     | 级别 |
| --------- | -------------------------------------- | ------------------ | -------- | ------------ | ---- |
| 1940年8月 | 县城北门外八角寺                       | 私立大华初级中学   | 私立     | 学校董事会   |      |
| 1941年2月 | 县城西北角城隍庙                       | 宝鸡县立初级中学   | 公立     | 县政府教育科 |      |
| 1942年8月 | 县城外西关太白庙                       | 宝鸡县立初级中学   | 公立     | 县政府教育科 |      |
| 1945年8月 | 县城西关                               | 宝鸡县立中学       | 公立     | 县政府教育科 |      |
| 1949年8月 | 市区西关                               | 陕甘宁边区宝鸡中学 | 公办     | 军管会教育科 | 科级 |
| 1950年8月 | 市区西关                               | 陕西省宝鸡中学     | 公办     | 专署教育科   | 科级 |
| 1956年2月 | 市区西关                               | 陕西省宝鸡中学     | 公办     | 市文教局     | 科级 |
| 1958年9月 | 市区西关                               | 宝鸡市第一中学     | 公办     | 市文教局     | 科级 |
| 1961年9月 | 市区西关                               | 宝鸡中学           | 公办     | 专署文教局   | 科级 |
| 1965年9月 | 市区西关                               | 宝鸡中学           | 公办     | 市文教局     | 科级 |
| 1969年5月 | 市区西关                               | 五局二团宝鸡中学   | 公办     | 市文教局     | 科级 |
| 1972年6月 | 市区西关                               | 五局二团宝鸡中学   | 公办     | 渭滨区文教局 | 科级 |
| 1972年9月 | 市区西关                               | 宝鸡中学           | 公办     | 渭滨区文教局 | 科级 |
| 1978年1月 | 市区西关                               | 宝鸡中学           | 公办     | 市教育局     | 科级 |
| 1984年    | 市区西关                               | 宝鸡中学           | 公办     | 市教育局     | 县级 |
| 1994年    | 市区西关                               | 宝鸡中学           | 公办     | 市教育委员会 | 县级 |
| 2003年8月 | 宝鸡国家高新技术产业开发区高新大道29号 | 宝鸡中学           | 国有民营 | 市教育局     | 县级 |

### 历任校长
| 姓名   | 在任时间                    |
| ------ | --------------------------- |
| 吴昕芳 | ???                         |
| 董学舒 | ???                         |
| 杨参政 | 1941年-???                  |
| 温初芳 | 1942年-???                  |
| 朱映兰 | 1945年2月-???               |
| 尹培业 | 1946年-???                  |
| 韩振志 | 1948年-???                  |
| 陈士斌 | ???                         |
| 洛文   | ???                         |
| 李生民 | 1951年9月-???               |
| 蒲一风 | 1954年11月-???              |
| 安文秀 | ???                         |
| 侯忠汉 | 1959年9月-???               |
| 赵天顺 | ???                         |
| 张晓东 | ???                         |
| 杨永春 | ???                         |
| 赵怀智 | ???                         |
| 赵曙光 | ???                         |
| 李渭水 | ???                         |
| 葛文华 | ???                         |
| 王润庭 | ???                         |
| 苏天善 | 1997年-1999年               |
| 常雅宁 | 1999年-2005年               |
| 汪洋   | 2005年-2009年               |
| 王常劳 | 2009年-2015年3月20日        |
| 陈耀峰 | 2015年3月20日-2020年8月31日 |
| 刘长虎 | 2020年9月1日-至今           |

## 学校概况
截至2019年，学校共有89个教学班，在校学生5400多名。在职教职工403人，其中正高级教师3人，中高级职称教师198人，全国优秀教师2人，陕西省特级教师6人，省市级学科带头人12人，省市级教学能手96人，市级拔尖人才6人。近三年来教师发表文章500余篇，出版专著、校本教材30余部。

## 校园环境
新宝中规模大，起点高，硬件设备具有现代化示范高中条件。现有建筑13栋，有教学楼2栋（追梦楼，兼程楼）、实验楼1栋（行知楼）、图书综合楼1栋（经纬楼）、教研办公楼1栋（德馨楼）、阶梯教室1栋（步云楼）、公寓楼6栋、食堂1栋（思易楼）总体建筑面积达88000平方米，具备国家级示范高中硬件条件。学校建设了网络系统，学校总体设计五个计算机教室，三个现已建成投入使用。四个语音教室，为学生提供一个良好的练习听力和对话的场所。
行知楼共有实验室20个，现已装配完备，投入使用的有十四个，其中物理六个，化学六个，生物两个，每两个实验室配备具有二十六个仪器柜的仪器室和一个准备室。每个实验室为六十四座，三十二个实验台。物理实验室每个实验台通有高低压、交直流电源；化学实验室每个实验台达到通风、通电、通水；生物实验室实现通风通电，并保证灯光到桌面。学校的实验设备能够满足高中物理、生物、化学所有的实验，并且保证十四个实验班能够同时使用。
宝鸡中学有相对较多的学生自主社团，如飞翔羽社、音幻宝中、宝中音乐社、街舞社、动漫社、文学社、汉服社等等。这些社团也帮助学校举办一些课余活动和比赛。

## 校友
- 杨海成：第79届校友，中国航天科技集团总工程师。
- 刘亚洲：军事评论家，曾任中国人民解放军国防大学政治委员（正大军区职），上将军衔。
- 郭廷五：1965年毕业，中石化研究院副院长。
- 于卫东：北京有色金属研究总院党委副书记、纪委书记。